# أوحد الدين الرازي
أوحد الدين الرازي طبيب وفيلسوف مسلم صوفي وشاعر فارسي في القرن الثالث عشر. لا يُعرف تاريخه على وجه اليقين. كان معاصرًا للعالم الشهير نصير الدين الطوسي، وكان تلميذًا للوزير شمس الدين الجويني. كتب الرازي كتاب حكيم نامه أو اجتماع علامة، وهو أطروحة فلسفية صوفية فارسية وأهداها إلى أستاذه الجويني.